# Ancient Melodies of the Future
Ancient Melodies of the Future è il quinto album in studio del gruppo indie rock statunitense Built to Spill, pubblicato nel 2001.

## Tracce
1. Strange – 4:00
2. The Host – 3:55
3. In Your Mind – 3:46
4. Alarmed – 5:07
5. Trimmed and Burning – 4:19
6. Happiness – 3:41
7. Don't Try – 3:17
8. You Are – 3:51
9. Fly Around My Pretty Little Miss – 2:45
10. The Weather – 4:35

## Formazione
- Doug Martsch – chitarra, voce
- Brett Nelson – chitarra, basso
- Scott Plouf – batteria